# Mauro Gianneschi
Mauro Gianneschi (Ponte Buggianese, 3 agosto 1931 – Altopascio, 21 gennaio 2016) è stato un ciclista su strada italiano.
Professionista tra il 1954 ed il 1959, vinse una tappa al Giro d'Italia 1954.

## Carriera
Corse per la Arbos e la Bottecchia. Ottenne poche vittorie da professionista, tra cui spicca una tappa al Giro d'Italia 1954, all'Abetone. Nel 1955 fu quarto alla Milano-Sanremo, battuto allo sprint da Germain Derijcke, Bernard Gauthier e Jean Bobet.

## Palmarès
- 1951

Gran Premio Città di Camaiore
- 1953

Coppa 29 Martiri di Figline di Prato
Gran Premio di Ginevra
Coppa Giulio Burci
- 1954

11ª tappa Giro d'Italia (Cesenatico > Abetone)

## Piazzamenti

### Grandi Giri
- Giro d'Italia

1954: 43º
1955: 65º
- Vuelta a España

1956: 38º

### Classiche monumento
- Milano-Sanremo

1954: 77º
1955: 4º
1956: 41º
- Giro di Lombardia

1954: 18º

### Competizioni mondiali
- Campionati del mondo

Lugano 1953 - In linea: 11º